# Kazuya Igarashi
Kazuya Igarashi (Iwate, 24 oktober 1965) is een voormalig Japans voetballer.

## Carrière
Kazuya Igarashi speelde tussen 1984 en 2000 voor JEF United Ichihara en Yokogawa Electric.